# Capela da Paz (Sremski Karlovci)
A Capela da Paz é uma capela católica romana em Sremski Karlovci, na Voivodina, Sérvia, construída em 1817 no local da assinatura do Tratado de Karlowitz de 1699, que encerrou a Grande Guerra Turca . O edifício foi construído como um símbolo de gratidão à Virgem Maria por ajudar as forças cristãs a garantir um resultado favorável na guerra.  Projetada para se assemelhar a uma tenda militar otomana, a capela tem uma base circular e três entradas, simbolizando as passagens usadas pelos representantes de Veneza, Áustria e Polônia .  A quarta entrada, destinada à delegação otomana, foi selada após a conclusão, refletindo a esperança de que eles nunca retornariam à Bacia da Panônia .

## História
Em 1699, o Tratado de Karlowitz, mediado pelos Países Baixos e pelo Reino da Inglaterra, foi assinado entre o Império Otomano e a Santa Liga do Czarismo da Rússia, Veneza, Áustria e Polônia no local da capela. O evento histórico coincidiu com as Grandes Migrações dos Sérvios, após as quais a cidade se tornaria um centro cultural, religioso e político pelo menos até a Revolução Sérvia . As negociações de paz foram realizadas em terreno neutro que não pertencia a nenhuma das partes. Como a cidade não tinha capacidade para acomodar as grandes delegações e as suas comitivas, foram montadas tendas fora da cidade, com uma câmara central de madeira construída sobre uma fundação circular. Para resolver disputas sobre quem entraria primeiro, a câmara do conselho foi projetada com quatro entradas. Isto marcou o primeiro uso registrado de uma mesa redonda na prática diplomática. Em 1710, monges franciscanos, com aprovação imperial, construíram no local uma pequena capela redonda de madeira, conhecida como Capela de Nossa Senhora da Paz, que permaneceu até 1808.
A aparência atual da capela foi moldada por uma decisão do Hofkriegsrat em 1810. A pedra fundamental foi lançada no mesmo ano e a construção do edifício em si, excluindo o interior, foi concluída em 1814. A decoração interior final foi concluída em 1817. Um dos doadores foi Stefan Stratimirović, o Metropolita do Metropolitanado de Karlovci, que contribuiu com 30.000 tijolos para a construção. A capela passou por reformas entre 1854 e 1855 e foi restaurada novamente em 1923. Em 1925, marcando 1000 anos do Reino Croata, os católicos de Sremski Karlovci, liderados pelo pároco Josip Bertić, colocaram uma placa na parede externa da capela em homenagem ao Rei Tomislav . No entanto, foi vandalizado e roubado na década de 1990, na época da dissolução da Iugoslávia.
O edifício está classificado como monumento cultural de importância excepcional no registo central (ZM 26) desde 22 de dezembro de 1993 e no registo local (ZM 4) desde 26 de novembro de 1993.  A autoridade responsável é o Instituto Provincial para a Proteção dos Monumentos Culturais de Novi Sad .  A base para o registo é a decisão do Instituto Provincial da SAP Voivodina de 23 de maio de 1963 (número 507/62), e a classificação oficial foi publicada no Diário Oficial da República da Sérvia 16/90.